# بيتي واشنطن غريني
بيتي واشنطن غريني (بالإنجليزية: Bettye Washington Greene)‏ هي مهندسة وكيميائية أمريكية، ولدت في 20 مارس 1935 في فورت وورث في الولايات المتحدة، وتوفيت في 16 يونيو 1995 في ميدلاند في الولايات المتحدة.